# Alfonso De Grazia
Alfonso De Grazia  (Buenos Aires, 20 de noviembre de 1932-Buenos Aires, 28 de noviembre de 2000) fue un actor argentino de cine, teatro y televisión. Fue el hermano menor del también actor Julio de Grazia.

## Biografía

### Primeros años
De muy joven salía a cazar con su padre. A los 12 años se escapó de su casa y regresó a los quince días porque quería irse a vivir al campo. Cuando su hermano Julio comenzó a actuar, se despertó su vocación por la actuación y comenzó a estudiar en la Escuela Nacional de Arte Dramático de la que egresó en el año 1958 con las mejores calificaciones.

## Carrera

### Su vinculación con el teatro
Su ductilidad para ponerse en la piel de infinidad de personajes le permitía acceder tanto al drama como a la comedia y fue así que interpretó, entre otras obras, Farsa y justicia del corregidor, de Alejandro Casona; Despierta y canta, de Clifford Odets; Los de la mesa 10, de Osvaldo Dragún; El momento de tu vida, de William Saroyan, y La granada, de Rodolfo Walsh.
En 1976 ingresó al elenco estable del Teatro General San Martín y actuó en piezas de la importancia de La muerte de un viajante (de Arthur Miller), El reñidero (de Sergio De Cecco), Mustafá y Stefano (ambas de Armando Discépolo) y Las de Barranco (de Gregorio de Laferrère, que en 1994 tuvo un singular éxito de público y de crítica). Al tiempo de su fallecimiento integraba el reparto que bajo la dirección de Villanueva Cosse representaba El inspector, de Nicolás Gogol, en dicho teatro.

### Su trabajo en el cine
En 1960 hizo su debut en cine dirigido por Daniel Tinayre en La patota, al año siguiente integró el elenco de Quinto año nacional y continuó con Detrás de la mentira, de Emilio Vieyra, en el que compuso el papel protagónico. Participó en La Noche de los Lápices, Los chicos de la guerra, El caso María Soledad y 'Una sombra ya pronto serás y, en 1999, en El mismo amor, la misma lluvia. La última película en la que actuó fue Donde cae el sol, estrenada en 2002, después de su muerte.

### Actuación por televisión
A partir de 1964 participó en el programa de TV El soldado Balá (de Carlitos Balá).
Alfonso De Grazia mostró sus dotes en ciclos de teatro universal dirigidos por María Herminia Avellaneda, Oscar Ferrigno, Carlos Gandolfo, Alberto Rinaldi, Jorge Palaz y Nicolás del Boca. Entre sus actuaciones se recuerdan el personaje que animó en 1996 por Canal 9 en la telenovela Los ángeles no lloran, con un gran éxito popular y el que encarnó al año siguiente en la miniserie Archivo negro. Participó asimismo en Ricos y famosos y en El oro y el barro.

## Fallecimiento
El 28 de noviembre de 2000 falleció de un ataque cardíaco que le sobrevino mientras veía por televisión el partido entre Boca Juniors, el club de sus amores, y el Real Madrid, por la Copa Intercontinental de ese año. Su deceso se produjo al finalizar el encuentro, una vez consagrada la victoria del equipo argentino. Sus restos fueron depositados en el panteón de la Asociación Argentina de Actores, de la que fue dirigente durante varios períodos, en el cementerio de la Chacarita.

### Personalidad
Se lo recuerda morocho, locuaz y sonriente, con mucho del típico porteño, un amigo leal, un conversador que sabía matizar lo nostálgico con la actualidad y un ser sensible a las desventuras del hombre, si bien con un temperamento a veces cercano a la iracundia. En lo profesional su gran vocación fue el teatro, que le daría los mayores triunfos profesionales y las más importantes gratificaciones personales. Es recordada su notable interpretación en Panorama desde el puente, de Arthur Miller pero también la que tuvo en obras representativas del repertorio nacional e internacional que lo ubicaron en una impecable línea de composición siempre sobria, patética cuando lo necesitaba el personaje, reidera sin chabacanería en puestas tanto de comedias como de vodeviles.

## Filmografía
Intervino como intérprete en las siguientes películas:
- Ultraje  o La patota (1960) .... Hombre en fiesta de graduación
- Quinto año nacional (1961)
- Detrás de la mentira (1962)… Atilio Roca
- Testigo para un crimen (1963) .... Raúl Peña
- Dos quijotes sobre ruedas (1966)
- Las ruteras (1968)
- Aventura en Hong Kong o  Kuma Ching (1969)
- Tiempos duros para Drácula (1976)
- La fiesta de todos (1979) … Él mismo
- Sentimental (Requiem para un amigo) (1981) ….Logato
- Los chicos de la guerra (1984) .... Juan Cárdenas
- Las barras bravas (1985) … Juan Carlos
- Los gatos (Prostitución de alto nivel)  (1985)
- La noche de los lápices (1986) .... Falso cura
- Delito de corrupción (1991) … Ernesto
- El caso María Soledad (1993) .... Policía de Catamarca
- Una sombra ya pronto serás (1994) .... Maldonado
- La herencia del Tío Pepe (1998)
- El mismo amor, la misma lluvia (1999) .... Mastronardi
- Loco, posee la fórmula de la felicidad (2001)
- Donde cae el sol (2002) (dir. Gustavo Fontán).... Enrique

## Televisión
- 1964: El hogar que nos negamos (serie de TV).
- 1964: El soldado Balá (serie de TV).
- 1968: Estrellita, esa pobre campesina (serie de TV), como Sergio.
- 1970: El organito (serie de TV).
- 1971: Esto es teatro: Jaque a la juventud.
- 1971: Una luz en la ciudad (serie de TV), como Soria.
- 1972: La historia de Celia Piran (serie de TV).
- 1972: Me llaman Gorrión (serie de TV), como Lechuga.
- 1976: Crónica de un gran amor (serie de TV), como Hermindo.
- 1979: Profesión, ama de casa (serie de TV), como Carmelo.
- 1979: Somos nosotros (serie de TV), como Castello.
- 1982 a 1983: Nosotros y los miedos  (serie de TV), como varios personajes.
- 1984: Los gringos (serie de TV).
- 1988: Matrimonios y algo más (serie de TV), como varios personajes.
- 1989: Hombres de ley (serie de TV).
- 1989: La bonita pagina (serie de TV).
- 1992: El oro y el barro (serie de TV).
- 1992: Grande, pá! (capítulo 131)
- 1994: Cara bonita (serie de TV), como Gervasio.
- 1994: Quereme (serie de TV), como Diego.
- 1995: Poliladron (serie de TV), como Pereira.
- 1996: Ha-Mosad (serie de TV), como Paulo Ponce de León (sin acreditar).
- 1996: Los ángeles no lloran , como don Luigi Di Steffano (un episodio).
- 1997: Archivo Negro (miniserie de TV), como Manuel Prado.
- 1997: Ricos y famosos (serie de TV), como el padre Simón.
- 1999: Mamitas (serie de TV), como Ambrosio.